# Droga krajowa SS14 (Włochy)
Droga krajowa SS14 (wł. Strada Statale 14 della Venezia Giulia) – włoska droga krajowa biegnąca wzdłuż autostrady A4 i wybrzeża Adriatyku. Arteria zaczyna się w Mestre na bezkolizyjnym węźle z SS11 prowadzącą do Wenecji i biegnie w kierunku wschodnim aż do Triestu. Trasa kończy się w niewielkiej miejscowości San Dorligo della Valle przy granicy ze Słowenią